# 焦瓦尼·巴蒂斯塔·布加迪
焦瓦尼·巴蒂斯塔·布加迪（義大利語：Giovanni Battista Bugatti，1779年3月6日—1869年6月18日）是1796年至1864年間教宗國的官方劊子手。他曾在六位教宗手下效命，亦曾在法國佔領教宗國的時期執行死刑，是效命教宗最長久的劊子手。

## 個人生活
1779年3月6日，焦瓦尼·巴蒂斯塔·布加迪在塞尼加利亞出生。他結了婚，膝下無兒，以製作雨傘並在其上繪畫教宗肖像以及羅馬景色爲生。17歲時，他成爲了羅馬的官方劊子手，成爲他的第二收入來源。除其本名外，他又被詩人朱塞佩·焦阿基諾·貝利賦予「Mastro Titta」（即「maestro di Giustizia」的含糊發音，該詞意爲）的綽號。1869年6月18日，他在故鄉離世。1891年，一個據稱爲他的自傳的書籍被出版；據Bruce Allen所言，這個出版商是「不可靠的」，且這本自傳是「徹頭徹尾的騙局，和蒂塔本人毫無關係」。

## 劊子手經歷
布加迪在1796年至1864年擔任教宗國的官方劊子手，效命於教宗庇護六世、庇護七世、良十二世、庇護八世、額我略十六世及庇護九世，亦在法國佔領教宗國的時期執行死刑，是效命教宗最長久的劊子手。他在行刑時會不時拿出鼻烟吸菸，也偶爾會向即將被行刑的人提供鼻烟。
在任期間，他曾以不同的方式處決516名犯人，包括使用斧頭或斷頭臺砍首、割喉、用槌將頭打碎，以及拖行犯人並分屍。1779年3月22日，他第一次執行死刑，通過絞刑和分屍處決了殺害一位神父、一名馬車夫以及搶劫兩名修道士的尼科拉·真蒂盧奇（義大利語：Nicola Gentilucci）。1810年2月28日至1813年12月28日期間，布加迪用斷頭臺處決了56人。1861年7月11日，他最後一次執行死刑，受刑人是犯下謀殺罪的多梅尼科·德馬爾蒂尼（義大利語：Domenico Antonio Demartini）。根據教會法，每次行刑的工資僅爲三仙里拉，以「彰顯其工作的卑劣」。
除爲執行官方的任務外，布加迪被禁止離開梵蒂岡。據查尔斯·狄更斯所言，爲免被他處決的人的家人情緒激動，除爲工作需要外，布加迪不敢通過圣天使桥到達對岸；又有記載認爲他被禁止過橋，因爲他出現在左岸會引人注目，引來好奇當天是否會有行刑的人群。教宗曾在博尔戈區賜予他一處住所，又給予他不同的稅收優惠。他在85歲時退休，獲得豐厚的退休金，並在五年後的1869年去世。
溫琴佐·巴爾杜奇（Vincenzo Balducci）自1850年開始成爲布加迪的助手，並在1864年接替退休的布加迪，至1870年爲止。在此期間，他曾處決十二名死刑犯。

## 流行文化
狄更斯曾在1845年觀看過他的行刑，並在其著作中記錄下來。根據回憶，布加迪身材矮小，體態肥胖，但對他的描繪多顯示他是高大的復仇者。當地的小孩會被帶到刑場，以此警告他們遠離邪惡的生活，又有一首關於布加迪的童謠流傳。當布加迪出現在某城市的中心中，人們便知道將要發生什麼；因此，便進入了羅馬人的字典中，意爲「有人要人頭落地了」。

## 腳註
1. 1 2 3  法國國家圖書館.
2. 1 2 3 4  Cucchi 2013，第148頁.
3. 1 2 3  Allen 2018，第227頁.
4. ↑  Cucchi 2013，第148-149頁.
5. 1 2 3  Allen 2018，第228頁.
6. ↑  O'Grady 1999，第146-147頁.
7. ↑  Ademollo 1886，第54頁.
8. 1 2 3 4 5 6 7 8  Allen 2001.
9. ↑  Cucchi 2013，第149頁.
10. ↑  Ademollo 1886，第43頁.
11. ↑  Ademollo 1886，第78頁.

### 書籍
- Ademollo, A. . S. Lapi Tipografo Editore. 1886.
- Allen, Bruce. . University Press of New England（英语：University Press of New England）. 2018. ISBN 9781512603347.
- Cucchi, Maurizio. . 阿诺尔多·蒙达多利出版社. 2013. ISBN 9788860886941.
- Hart, David. . University of Notre Dame Press（英语：University of Notre Dame Press）. 2020. ISBN 9780268107208.
- O'Grady, Desmond. . Continuum International Publishing Group（英语：Continuum International Publishing Group）. 1999. ISBN 082641205X.
- Rutler, George. . Ignatius Press（英语：Ignatius Press）. 2016. ISBN 9781586179830.

### 新聞
- Allen, John. . National Catholic Reporter（英语：National Catholic Reporter）. 2001-09-14. （原始内容存档于2025-02-19）.

### 網絡
- . 法國國家圖書館. （原始内容存档于2025-07-11）.